# Fußball-Weltmeisterschaft 1978/Argentinien
Dieser Artikel behandelt die argentinische Fußballnationalmannschaft bei der Fußball-Weltmeisterschaft 1978.

## Qualifikation
Als Gastgeber war Argentinien bereits automatisch qualifiziert.

## Argentinisches Aufgebot
| Nr.               | Name                 | Verein vor WM-Beginn  | Geburtstag | Spiele   | Tore     | Gelbe Karte | Rote Karte |
| Torhüter          | Torhüter             | Torhüter              | Torhüter   | Torhüter | Torhüter | Torhüter    | Torhüter   |
| ----------------- | -------------------- | --------------------- | ---------- | -------- | -------- | ----------- | ---------- |
| 3                 | Héctor Baley         | Club Atlético Huracán | 16.11.1950 | 0        | 0        | 0           | 0          |
| 5                 | Ubaldo Fillol        | River Plate           | 21.07.1950 | 7        | 0        | 0           | 0          |
| 13                | Ricardo La Volpe     | CA San Lorenzo        | 06.02.1952 | 0        | 0        | 0           | 0          |
| Abwehrspieler     |                      |                       |            |          |          |             |            |
| 7                 | Luis Galván          | CA Talleres           | 24.02.1948 | 7        | 0        | 0           | 0          |
| 11                | Daniel Killer        | Racing Club           | 21.12.1949 | 0        | 0        | 0           | 0          |
| 15                | Jorge Olguín         | CA San Lorenzo        | 17.05.1952 | 7        | 0        | 0           | 0          |
| 18                | Rubén Pagnanini      | CA Independiente      | 31.01.1949 | 0        | 0        | 0           | 0          |
| 19                | Daniel Passarella    | River Plate           | 25.05.1953 | 7        | 1        | 1           | 0          |
| 20                | Alberto Tarantini    | Boca Juniors          | 03.12.1955 | 7        | 1        | 0           | 0          |
| Mittelfeldspieler |                      |                       |            |          |          |             |            |
| 1                 | Norberto Alonso      | River Plate           | 04.01.1953 | 3        | 0        | 0           | 0          |
| 2                 | Osvaldo Ardiles      | Club Atlético Huracán | 03.08.1952 | 6        | 0        | 1           | 0          |
| 4                 | Daniel Bertoni       | CA Independiente      | 14.03.1955 | 6        | 2        | 0           | 0          |
| 6                 | Américo Gallego      | Newell’s Old Boys     | 25.04.1955 | 7        | 0        | 1           | 0          |
| 8                 | Rubén Galván         | CA Independiente      | 07.04.1952 | 0        | 0        | 0           | 0          |
| 12                | Omar Larrosa         | CA Independiente      | 18.11.1947 | 2        | 0        | 1           | 0          |
| 17                | Miguel Oviedo        | CA Talleres           | 12.10.1950 | 1        | 0        | 0           | 0          |
| 22                | Ricardo Villa        | Racing Club           | 18.08.1952 | 2        | 0        | 1           | 0          |
| Stürmer           |                      |                       |            |          |          |             |            |
| 9                 | René Houseman        | Club Atlético Huracán | 19.07.1953 | 6        | 1        | 0           | 0          |
| 10                | Mario Kempes         | FC Valencia           | 15.07.1954 | 7        | 6        | 0           | 0          |
| 14                | Leopoldo Luque       | River Plate           | 03.05.1949 | 5        | 4        | 0           | 0          |
| 16                | Oscar Ortiz          | River Plate           | 08.04.1953 | 6        | 0        | 0           | 0          |
| 21                | José Daniel Valencia | CA Talleres           | 03.10.1955 | 4        | 0        | 0           | 0          |
| Trainer           |                      |                       |            |          |          |             |            |
|                   | César Luis Menotti   |                       | 05.11.1938 |          |          |             |            |

## Spiele der argentinischen Mannschaft

### Erste Runde
- Argentinien –  Ungarn 2:1 (1:1)

Stadion: El Monumental (Buenos Aires)
Zuschauer: 71.615
Schiedsrichter: Garrido (Spanien)
Tore: 0:1 Csapó (10.), 1:1 Luque (15.), 2:1 Bertoni (83.)
- Argentinien –  Frankreich 2:1 (1:0)

Stadion: El Monumental (Buenos Aires)
Zuschauer: 71.666
Schiedsrichter: Dubach (Schweiz)
Tore: 1:0 Passarella (45.) 11 m, 1:1 Platini (60.), 2:1 Luque (73.)
- Argentinien –  Italien 0:1 (0:0)

Stadion: El Monumental (Buenos Aires)
Zuschauer: 71.712
Schiedsrichter: Klein (Israel)
Tore: 0:1 Bettega (73.)
Schachereien im Vorfeld der Endrunden-Gruppenauslosung sorgten dafür, dass die Gruppe 1 zu einer regelrechten ‚Todesgruppe’ mit vier starken Teams avancierte, da die Franzosen mit Tunesien, dem Iran und Österreich ‚in einen Pott’ geworfen wurden. Die Italiener (herausragend: das Mittelfeld mit Benetti, Causio, Tardelli und Antognoni) erwiesen sich dank überraschend offensiver Qualitäten als stärkstes Team. Drei Siege hätten ihnen vorab wohl nur die ganz optimistischen Tifosi zugetraut. Zwei knappe Niederlagen sorgten für das Ausscheiden der starken Franzosen (mit Platini, Tresor, Six u. a.). Argentinien schaffte das Weiterkommen vor allem dank Luques 2:1-Treffer gegen die Franzosen, während die Ungarn zwar nicht enttäuschten, doch in dieser Gruppe nichts zu bestellen hatten.

### Zweite Runde
- Argentinien –  Polen 2:0 (1:0)

Stadion: Estadio Gigante de Arroyito (Rosario)
Zuschauer: 37.091
Schiedsrichter: Eriksson (Schweden)
Tore: 1:0 Kempes (16.), 2:0 Kempes (71.)
- Argentinien –  Brasilien 0:0

Stadion: Estadio Gigante de Arroyito (Rosario)
Zuschauer: 37.326
Schiedsrichter: Palotai (Ungarn)
Tore: keine
- Argentinien –  Peru 6:0 (2:0)

Stadion: Estadio Gigante de Arroyito (Rosario)
Zuschauer: 37.315
Schiedsrichter: Robert Wurtz (Frankreich)
Tore: 1:0 Kempes (21.), 2:0 Tarantini (43.), 3:0 Kempes (46.), 4:0 Luque (50.), 5:0 Houseman (67.), 6:0 Luque (72.)
Im Gegensatz zur ersten Finalrunde war Peru in Gruppe B für viele Beobachter unverständlicherweise nur noch Kanonenfutter. 0:3 gegen Brasilien, 0:1 gegen Polen und gar 0:6 gegen Argentinien verlief die ernüchternde Endrunde für die Kicker aus den Anden. Polen konnte auch weiterhin nicht an die Leistungen von vor vier Jahren anknüpfen und unterlag in den entscheidenden Spielen gegen Argentinien (0:2) und Brasilien (1:3). Die beiden Favoriten der Gruppe trennten sich torlos und das Torverhältnis musste entscheiden. So schlug der schwache Auftritt der Peruaner gegen Argentinien voll durch und die Brasilianer sprachen nicht nur intern über ein ‚gekauftes’ Spiel, da zum Zeitpunkt des Spiels das letzte Spiel der Seleção bereits zu Ende war und Argentinien wusste, welches Ergebnis nötig sein würde. Jahre später erwähnte ein peruanischer Senator, dass man absichtlich in der Höhe verloren habe.
Doch die brasilianischen Proteste halfen ihnen nichts. Argentinien stand im Finale und Brasilien musste mit dem Spiel um den dritten Platz vorliebnehmen.

### Finale
| 71.483 | El Monumental (Buenos Aires) | Argentinien | Niederlande | Gonella (Italien) | 3:1 n. V. (1:1, 1:0) | 1:0 Kempes (38.) 1:1 Nanninga (82.) 2:1 Kempes (105.) 3:1 Bertoni (116.) |

Natürlich waren die orangen Fans der Niederlande denen der Argentinier im Finale in Buenos Aires zahlenmäßig eindeutig unterlegen. Mit sieben Minuten Verspätung wurde das Finale angepfiffen, da Rene van de Kerkhof aufgrund argentinischer Proteste die Manschette seiner angebrochenen Hand mit Mull umbinden musste. Nach einer äußerst hart geführten Anfangsphase kam es zum offenen Schlagabtausch, doch nur zu wenigen echten Torchancen. Die Holländer verschafften sich durch die van de Kerkhoff-Brüder, Johan Neeskens und Arie Haan im Mittelfeld immer wieder Vorteile, doch das 1:0 erzielte Mario Kempes für die Gauchos, als er sich einmal im Strafraum durchsetzen konnte und flach einschoss (38.). Fast hätte Bertoni, der über Rechts für die größte Gefahr sorgte, noch vor der Pause das 2:0 für Argentinien erzielt (43.). Gerechter wäre es dem Spielverlauf nach gewesen, wenn auf der anderen Seite Rep und Rensenbrink ihre Chancen zum Ausgleich genutzt hätten. Nach der Pause stürmten die Niederländer weiter, wobei ihr Trainer Ernst Happel mit den Einwechselungen von Nanninga für Rep und Suurbier für Jansen neue Akzente setzte. Nanninga, wegen seiner Kopfballstärke von Happel gebracht, war es auch, der den verdienten Ausgleich einköpfen konnte. Fast hätte Rensenbrink noch in der regulären Spielzeit das 2:1 geschafft, doch der Pfosten rettete die Südamerikaner. Zu Beginn der Verlängerung wurde das Spiel wieder härter und spielerische Akzente kamen zu kurz. Doch eine Einzelleistung von Valencias Stürmer Mario Kempes, der Willi van de Kerkhof stehen ließ und zum 2:1 traf (105.), drehte das Spiel zugunsten Argentiniens, die noch einmal zuzulegen wussten. Bertonis 3:1, flach über Rechts abgeschlossen, setzte den Schlusspunkt einer harten, aber spannenden Partie, deren Schlusspfiff im unbeschreiblichen Jubel der argentinischen Fans unterging.
| Weltmeister 1978         |
| ------------------------ |
| Argentinien Erster Titel |